# Crosta láctea
Crosta láctea é uma forma de dermatite seborreica que afeta o couro cabeludo de bebés. O sintoma mais evidente são crostas descamativas de cores vermelha ou amarela na cabeça. Geralmente as crostas não causam comichão nem incomodam a criança. Além do couro cabeludo, as crostas podem também aparecer na testa, orelha, a região à volta do nariz e a virilha. Em alguns casos pode ocorrer perda de cabelo.
A crosta láctea não é contagiosa nem é causada por infeções bacterianas, alergias ou falta de higiene. Embora não se saiba as causas exatas, pensa-se que tenha origem em infeções fúngicas ou hiperatividade das glândulas sebáceas. Esta hiperatividade pode ser o resultado de hormonas da mãe ainda em circulação. As glândulas sebáceas hiperativas secretam uma substância oleosa que faz com que as células da pele mais velhas se agarrem ao couro cabeludo em vez de caírem.
O tratamento inicial dos casos ligeiros e localizados é conservador e consiste na aplicação diária de um emoliente, como óleo de amêndoas doces ou vaselina, seguida de lavagem com um champô suave. O emoliente amolece as crostas, facilitando a sua remoção com uma escova, escova dos dentes ou pente suave. Quanto mais tempo o emoliente estiver em contacto com as crostas, mais fácil é a sua remoção. Nos casos em que a condição não melhora com tratamento conservador, podem ser tentadas emulsões antimicóticas como cetoconazol 2% ou pomadas esteroides como hidrocortisona 1% durante cerca de 1–2 semanas. O aparecimento de novas crostas pode ser prevenido continuando a lavar diariamente o couro cabeludo com champô.
Entre as condições com sintomas semelhantes está a dermatite atópica e o impetigo, embora a dermatite atópica cause comichão moderada a intensa. A crosta láctea é uma condição comum, afetando cerca de 10% dos bebés nos três primeiros meses de vida. A condição é mais comum por volta dos três meses de vida, diminuindo progressivamente até ao primeiro ano. Por volta do segundo ano de vida, a prevalência é de 7%.